# Cal Llobet (Cervera)
Cal Llobet és un edifici de Cervera (Segarra) inclòs a l'Inventari del Patrimoni Arquitectònic de Catalunya.

## Descripció
És una casa d'obra i pedra picada, arrebossada i pintada. Té quatre plantes. A la planta baixa hi ha una entrada porxada de columnes de mòduls cilíndrics. La primera planta té una balconada amb dues portes i una barana de ferro forjat molt treballada. Les portes balconeres són d'arc de mig punt i tenen un trencaaigües decorat. Les plantes segona i tercera presenten dos balcons amb portes i baranes idèntiques a les de la primera planta. La façana queda rematada per un fris format per una sèrie de quadrets dibuixats. Pel damunt hi ha una cornisa que sobresurt i de la que pengen uns guarniments de fusta que semblen candelers de gel.